# Cantón de Sète-1
El cantón de Sète-1 era una división administrativa francesa, que estaba situada en el departamento de Hérault y la región de Languedoc-Rosellón.

## Composición
El cantón estaba formado por una fracción de la comuna que le daba su nombre:
- Sète (fracción)

## Supresión del cantón de Sète-1
En aplicación del Decreto n.º 2014-258 de 26 de febrero de 2014, el cantón de Sète-1 fue suprimido el 22 de marzo de 2015 y su fracción de comuna pasó a formar parte del nuevo cantón de Sète.